# Syrská arabská tisková agentura
Syrská arabská tisková agentura (arabsky الوكالة العربية السورية للأنباء‎, zkratka SANA) je zpravodajská agentura v Sýrii. Jedná se o státní sdělovací prostředek ovládaný vládou přes ministerstvo informací. Byla založena v roce 1965 a její vedení sídlí v Damašku. Kromě arabštiny poskytuje informace také v angličtině, čínštině, francouzštině, ruštině, španělštině a turečtině a své zahraniční kanceláře má otevřené v Ammánu, Ankaře, Bejrútu, Káhiře, Kuvajtu, Moskvě, Paříži, Římě, Teheránu a Tripolisu.